# Marinus Wagtmans
Marinus Rini Wagtmans (Saint-Willebrord, 25 de diciembre de 1946) es un exciclista neerlandés, fue profesional entre 1968 y 1973, entre sus mayores éxitos deportivos se encuentran los que logró en el Tour de Francia, donde ganó tres victorias de etapa, y en la Vuelta a España, donde obtuvo dos triunfos de etapa.

## Palmarés
| 1966 - 1 etapa del Tour del Porvenir - Ronde van Midden-Zeeland 1967 - Vuelta a Austria 1968 - 1 etapa en los Cuatro días de Dunkerque - 1 etapa en la Bicicleta Eibarresa - 1º en el Acht van Chaam - Roosendaal 1969 - Ulvenhout - Saint-Willebrod - Kortenhoef | 1970 - 1 etapa en el Tour de Francia - 2 etapas en la Vuelta a España - Koksijde - Pluméliau 1971 - 1 etapa en el Tour de Francia - 1º en el Acht van Chaam - Saint-Willebrod. 1972 - 1 etapa en el Tour de Francia |

## Equipos
- Willem II-Gazelle (1968-1970)
- Molteni (1971)
- Goudsmit-Hoff (1972)
- Canada Dry-Gazelle (1973)